# Dickinson Richards
Dickinson Woodruff Richards (Orange, 30 ottobre 1895 – Lakeville, 23 febbraio 1973) è stato un medico e fisiologo statunitense, premio Nobel per la medicina nel 1956, insieme a  Werner Forssmann e André Frédéric Cournand, per aver inventato il cateterismo cardiaco.